# Amasia (re)
Amasia (o Amazia, ebraico: ’Amatzyah ben Yehoash; 802 a.C. – 776 a.C.) fu un re di Giuda.
Figlio del re Ioas e nipote del re Acazia, riportò secondo la Bibbia una grande vittoria sugli Idumei. Non essendo però rimasto fedele al culto di Jahve ed avendo abbracciato la fede idolatrica dei vinti, fu sconfitto e fatto prigioniero dal re d'Israele Bet-Semes Ioas, e recuperò la sua libertà solo versando in cambio i tesori del Tempio, che furono portati in Samaria.
Morì ucciso in una congiura interna. Gli succedette il figlio Ozia.